# امتیاز اعتباری
امتیاز اعتباری (به انگلیسی: Credit Score) یک عبارت عددی است که با تکنیک‌های آماری و بر اساس اطلاعات واقعی که بیانگر وضعیت جاری و سابقه‌ای فرد یا شرکت هستند محاسبه می‌شود. امتیاز اعتباری یک نمره قابل مقایسه است؛ لذا تصمیم‌گیری بر این مبنا، در مقایسه با روش‌های سلیقه‌ای و گزارش‌های متنی، به مراتب قابل اطمینان‌تر و منصفانه‌تر خواهد بود.
وام دهندگان، مانند بانک‌ها و شرکت‌های ارائه‌کننده کارت اعتباری، برای ارزیابی ریسک بالقوه اعطای وام به مشتریان و همچنین کاهش زیان ناشی از عدم بازپرداخت وام، از امتیاز اعتباری استفاده می‌کنند. وام دهندگان از امتیاز اعتباری برای تشخیص اینکه چه کسی واجد شرایط اعطای وام است، با چه نرخ بهره‌ای و چه مقدار اعتبار، استفاده می‌کنند.
البته اعتبارسنجی محدود به بانک‌ها نیست. سازمان‌های دیگری مانند شرکت‌های تلفن همراه، شرکت‌های بیمه، ادارات دولتی، کسب و کارها و … نیز از اعتبارسنجی استفاده می‌کنند. اعتبارسنجی از تکنیک‌های مشابه داده‌کاوی استفاده می‌کند و هم‌پوشانی زیادی با آن دارد. این تکنیک‌ها ترکیبی از هزاران عوامل هستند اما در نهایت مشابه یا یکسان هستند.
امتیاز اعتباری بخشی از گزارش اعتباری نیست، بلکه پروسه‌ای است که طی آن بخشی از داده‌های گزارش اعتباری که در تصمیم‌گیری جهت ارائه تسهیلات مؤثر هستند به صورت یک عدد (امتیاز) بیان می‌شوند. هر تسهیلات دهنده، مانند بانک بهصورت جداگانه و بر اساس نیازهای کسب‌وکار خود، مدل اعتبارسنجی خاص خود را می‌تواند داشته باشد. درخواست‌کننده می‌تواند در قالب یک درخواست از نظام جامع اعتبارسنجی، گزارش اعتباری و امتیاز اعتباری را دریافت نماید.

## امتیاز اعتباری در کشورهای مختلف
فرایند اعتبارسنجی و آیتم‌هایی که در محاسبه امتیاز اعتباری در کشورهای مختلف استفاده می‌شود یکسان نیست و معمولاً وابسته به قوانین داخلی و ضوابط حاکم بر دسترسی به داده‌ها است.

### آفریقای جنوبی
اعتبارسنجی در سراسر صنایع آفریقای جنوبی مانند بانک‌ها، وام‌دهندگان خرد، خرده‌فروشان لباس، خرده‌فروشان مبلمان و شرکت‌های بیمه استفاده می‌شود. در حال حاضر هر چهار مرکز اعتبارسنجی کوچک امتیاز اعتباری را ارائه می‌دهند. اطلاعات ذخیره شده توسط مراکز اعتبارسنجی شامل هر دو گونه اطلاعات مثبت و منفی بوده و این قدرت پیش‌بینی افراد را بالا می‌برد. امتیاز ارائه شده توسط TransUnion از اواسط سال ۲۰۱۰ بر گرفته از نسل ۴ آن بوده و از دو قسمت منشأ حساب (AO) و مدیریت حساب (AM) تشکیل شده‌است. اکسپرین نیز امتیاز اعتباری دلفی از نسل چهارم خود را در آفریقای جنوبی منتشر کرده‌است.
شرکت Compuscan یک مرکز اعتبارسنجی در آفریقای جنوبی است که اطلاعات اعتباری مصرف‌کنندگان را در آفریقای جنوبی و سایر کشورهای آفریقایی تهیه می‌کند. این شرکت در سال ۱۹۹۴ تأسیس شده‌است و دفتر مرکزی آن در شهر Stellenbosch آفریقای جنوبی قرار دارد. در سال ۲۰۰۶، Compuscan توسط بانک اوگاندا برای ساخت نخستین مرجع اعتبارسنجی در اوگاندا انتخاب شد.

### آلمان
اعتبارسنجی در آلمان به‌طور گستره به‌عنوان یک روش اصلی ارزیابی اعتبار پذیرفته شده‌است. اعتبارسنجی فقط برای مشخص کردن اینکه باید به متقاضی اعتبار داد یا نه استفاده نمی‌شود، بلکه از جمله کاربردهای آن تنظیم محدودیت‌های اعتباری بر روی کارت‌های اعتباری، مدل‌سازی رفتاری و همچنین تصویب تخصیص اعتبار بیشتر به مشتریان عضو باشگاه مشتریان شرکت‌ها است.
مصرف‌کنندگان یک بار در سال حق دریافت رایگان یک نسخه از تمام داده‌های مراکز اعتبارسنجی را دارند. در حال حاضر SCHUFA، به‌عنوان ارائه‌دهنده اصلی داده‌های اعتباری بوده و نمورات حدود سه چهارم جمعیت آلمان را فراهم می‌کند.

### اتریش
در اتریش، اعتبارسنجی به عنوان لیست سیاه کاربرد دارد. مصرف‌کنندگانی که صورتحساب خود را پرداخت نکنند، به لیست سیاهی که در مراکز اعتبارسنجی نگهداری می‌شوند، اضافه می‌شوند. ورود به لیست سیاه ممکن است باعث لغو قرارداد شود. برخی از شرکت‌ها، مانند شرکت‌های مخابراتی، به‌طور منظم از لیست سیاه استفاده می‌کنند. بانک‌ها هم از این لیست‌ها استفاده می‌کنند، اما ترجیح می‌دهند هنگامی که به پرونده یک وام رسیدگی می‌کنند، در مورد ضامنین و درآمد فرد تحقیق کنند. در اتریش، در کنار این لیست‌های سیاه، چندین آژانش رتبه‌بندی اعتباری و مراکز اعتبارسنجی، امتیاز اعتباری مصرف‌کنندگان را ارائه می‌کنند.
با توجه به قانون حفاظت از اطلاعات در اتریش، انتخاب اینکه کدام‌یک از اطلاعات خصوصی فرد می‌تواند استفاده شود، بر عهده مصرف‌کننده است. مصرف‌کنندگان حتی می‌توانند اجازه استفاده از داده‌های بعدی را هم ندهند و هر گونه اشتراک‌گذاری اطلاعات یا استفاده از اطلاعات گردآوری شده را غیرقانونی اعلام کنند. مصرف‌کنندگان همچنین یک بار در سال، حق دریافت یک نسخه رایگان از تمام اطلاعاتی که مراکز اعتبارسنجی نگهداری می‌کنند، را دارند. اطلاعات غلط یا اطلاعاتی که غیرقانونی جمع‌آوری شده‌اند باید اصلاح یا حذف شوند.

### استرالیا
اعتبارسنجی در استرالیا به‌طور گستره به‌عنوان یک روش اصلی ارزیابی اعتبار پذیرفته شده‌است. اعتبارسنجی فقط برای مشخص کردن اینکه باید به متقاضی اعتبار داد یا نه استفاده نمی‌شود، بلکه از جمله کاربردهای آن تنظیم محدودیت‌های اعتباری بر روی کارت‌های اعتباری، مدل‌سازی رفتاری و همچنین تصویب تخصیص اعتبار بیشتر به مشتریان عضو باشگاه مشتریان شرکت‌ها است.
اگرچه مشهورترین روش مدل‌سازی کارت اعتباری لجستک غیرخطی می‌باشد، اما روش‌های قدرتمند دیگری مانند MARS, CART, CHAID و جنگل‌های تصادفی در این حوزه توسعه یافته‌اند.
قبل از ۱۲ مارس ۲۰۱۴، Veda، اصلی‌ترین ارائه‌کننده داده‌های اعتباری در استرالیا، یک سیستم گزارش‌دهی حاوی گزارش‌های منفی را تحت یک قرارداد اعتباری ارائه می‌داد.
با معرفی گزارش‌های مثبت، شرکت‌ها شروع به اجرای برنامه‌های وام‌دهی با استفاده از قیمت‌گذاری مبتنی بر ریسک کردند.

### انگلستان
به منظور پیش‌بینی نتایج دودویی (بدهی بد دارد/بدهی بد ندارد)، روش‌های آماری مانند رگرسیون لجستیک از مشهورترین روش‌ها می‌باشند برخی بانک‌ها نیز از روش‌های رگرسیونی جهت پیش‌بینی میزان بدهی که ممکن است یک مشتری برای بانک موجب شود، استفاده می‌کنند. به‌طور معمول این روش‌ها بسیار سخت بوده و بانک‌ها ترجیح می‌دهند از روش‌های دودویی استفاده کنند.
اعتبارسنجی در انگلستان توسط سازمان رفتار مالی تنظیم شده و جهت کنترل کفایت سرمایه تحت مقررات بازل II استفاده می‌شود. اطلاعات اعتبارسنجی توسط دفتر کمیساریای اطلاعات (ICO) تنظیم شده و در صورتی که مصرف‌کنندگان شکایتی داشته باشند می‌توانند شکایت خود را به بازرس خدمات مالی ارسال کنند. امتیاز اعتباری مورد قبول از یک وام‌دهنده به وام‌دهنده دیگر بسیار متفاوت است، به همین دلیل ممکن است مشتری با یک امتیاز اعتباری به حد کافی بالا در یک شرکت توسط شرکت دیگر رد شود. اگر در یک اعتبارسنجی، مشتری رد شود، وام‌دهنده موظف به گفتن دلیل رد نیست. با این حال، انجمن‌های صنعتی و لیزینگ‌ها اعضای خود را ملزم به ارائه یک جواب رضایت‌بخش کرده‌اند. از طرف دیگر با توافقات انجام شده مراکز اعتبارسنجی ملزم به اشتراک‌گذاری داده‌های اعتبارسنجی، دلایل رد یا قبول و آدرس مرکز اعتبارسنجی خود هستند.

### ایالات متحده آمریکا
در ایالات متحده، امتیاز اعتباری یک عدد بر پایه تحلیل آماری از اطلاعات اعتباری فرد است. امتیاز اعتباری در تئوری، ارزش اعتباری فرد را نشان می‌دهد. منظور از ارزش اعتباری، احتمال پرداخت صورتحساب‌ها توسط فرد است. یک امتیاز اعتباری بر اساس اطلاعات گزارش اعتباری محاسبه می‌شود که به‌طور معمول توسط یکی از سه مرکز اعتبارسنجی بزرگ (اکسپریان، اکوئیفاکس Equifax و TransUnion) انجام می‌شود. درآمد در محاسبه امتیاز اعتباری توسط مراکز اعتبارسنجی بزرگ، در نظر گرفته نمی‌شود.
روش‌های مختلفی برای محاسبه امتیاز اعتباری وجود دارد. امتیاز FICO، شناخته‌شده‌ترین نوع امتیاز اعتباری، توسط FICO توسعه داده شده که قبلاً تحت عنوان شرکت Fair Isaac شناخته می‌شده‌است. این امتیاز اعتباری توسط وام‌دهندگان مسکن زیادی که یک سیستم مبتنی بر ریسک دارند، برای تعیین احتمال عدم بازپرداخت تعهدات مالی استفاده می‌شود. هر مرکز اعتبارسنجی، امتیاز اعتباری مختص خود را دارد: ScorePower برای Equifax، امتیاز اعتباری Equifax، امتیاز پلاس Experian و امتیاز اعتباری TransUnion. البته هر سه مرکز، امتیاز اعتباری VantageScore را نیز در لیست محصولات خود دارند. علاوه بر این، بسیاری از وام‌دهندگان بزرگ، از جمله صادرکنندگان عمده کارت اعتباری، مدل‌های امتیازدهی اختصاصی خود را توسعه داده‌اند.
مطالعات نشان داده‌است که امتیاز اعتباری، ریسک ناشی از دادن اعتبار و همچنین بیمه را پیش‌بینی می‌کند. بعضی از مطالعات نشان می‌دهد که مصرف‌کنندگان با توجه به استفاده از امتیاز اعتباری، از کاهش هزینه اعتبار و کاهش حق بیمه ذینفع هستند.
امتیاز اعتباری عمومی یا کلاسیک FICO، عددی بین ۳۰۰ و ۸۵۰ است. امتیاز اعتباری VantageScore 3.0 نیز عددی بین ۳۰۰ و ۸۵۰ است، در حالی که امتیاز اعتباری VantageScore قدیمی، عددی بین ۵۰۱ و ۹۹۰ بود.
در ایالات متحده، متوسط امتیاز اعتباری عمومی FICO، ۷۲۳ در سال ۲۰۰۶ و ۷۱۱ در سال ۲۰۱۱ بوده‌است. به علت کاربردهای مختلف اعتباردهی (وام مسکن، وام خودرو، کارت اعتباری) امتیاز اعتباری پارامترهای متفاوتی دارد. الگوریتم FICO با توجه به قابل پیش‌بینی بودن برای کاربرد مورد نظر تنظیم می‌شود. به همین دلیل، یک شخص ممکن است هم‌زمان برای دریافت کارت اعتباری امتیاز اعتباری بالاتری نسبت به وام مسکن داشته باشد.
عمومی‌ترین مدل‌های امتیاز اعتباری در آمریکا همراه با محدوده امتیازی:
- FICO Score: 300-850
- VantageScore 3.0: 300–850
- VantageScore (versions 1.0 and 2.0): 501–990
- PLUS Score: 330-830
- TransUnion (TransRisk): 100-900
- Experian National Equivalency Score: 360-840
- Equifax: 280–850
- CreditXpert: 300-900
- ScoreSense: 350-850

### سوئد
سوئد یک سیستم برای اعتبارسنجی دارد که این هدف را دنبال می‌کند: شناسایی افرادی که سابقه غفلت در پرداخت صورتحساب یا مالیات دارند. نتیجه این سیستم فقط دو حالت خوب یا بد دارد. هر کسی که بدهی‌های خود را به موقع پرداخت نکند و بعد از اعلام یادآوری نیز بدهی خود را پرداخت نکند، به قدرت اجرایی سوئد ارجاع داده می‌شود که یک قدرت ملی برای وصول مطالبات است. تنها نمود یک شرکت یا اداره دولتی، به عنوان یک بدهکار به این قدرت، این است که باعث می‌شود سابقه منفی‌شان در مراکز اعتبارسنجی خصوصی ثبت شود. با این حال، این برای افراد بدهکار صدق نمی‌کند. به این نوع اطلاعات Betalningsanmärkning (تاریخچه عدم پرداخت) می‌گویند و قانوناً می‌تواند به مدت سه سال برای افراد و ۵ سال برای شرکت‌ها نگهداری شود. این نوع از سابقه عدم پرداخت، دریافت وام، اجاره یک آپارتمان، دریافت اشتراک تلفن، اجاره ماشین و استخدام در شغلی که مسئولیت رسیدگی به پول نقد دارد را بسیار دشوار می‌کند. همچنین بانک‌ها، از ارقام درآمد و دارایی فرد هنگام ارزیابی وام استفاده می‌کنند.
اگر فردی حکم پرداخت از قدرت اجرایی دریافت کند، ممکن است اعتراض کند. در نتیجه صحت درخواست پرداخت باید در دادگاه منطقه‌ای ثابت شود. عدم اعتراض، به عنوان پذیرفتن بدهی تعبیر می‌شود. اگر فرد بدهکار در دادگاه محکوم شود، هزینه‌های دادگاه نیز به بدهی فرد اضافه می‌شود.

### کانادا
سیستم گزارش‌دهی اعتباری کانادا بسیار شبیه به کشورهای ایالات متحده و هند با دو سازمان فعال در این حوزه در کشور به نام‌های اکویفکس و ترنس‌یونیون است. اکسپرین که با خرید دفتر در شمال از سال ۲۰۰۸ وارد بازار کانادا شده بود، در ۱۸ آوریل ۲۰۰۹ توقف عملیات در کانادا را اعلام کرد.
با وجود این شباهت‌ها برخی تفاوت‌های کلیدی وجود دارد. اول اینکه، برخلاف ایالات متحده که هر فرد یک بار در سال مجاز به دریافت نسخه رایگان گزارش اعتباری خود است، در کانادا مصرف‌کننده می‌تواند نسخه رایگان گزارش اعتباری خود را هر چند بار در سال سفارش داده و می‌تواند نسخه چاپی را دریافت کند. این درخواست مصرف‌کننده به عنوان اعتبار نرم بوده و هیچ تأثیری بر روی نمره اعتباری خود ندارد. گزارش اعتباری اکویفکس و ترنس‌یونیون نمره گزارش بین ۳۰۰ تا ۹۰۰ است.
دولت کاناد یک نشریه رایگان به نام درک گزارش اعتباری و امتیاز اعتباری منتشر می‌کند. این نشریه نمونه گزارش‌های اعتباری و اسناد اعتبارسنجی به همراه توضیحات نمادها و کدها را ارائه می‌دهد. همچنین این نشریه شامل اطلاعات عمومی در مورد چگونگی بهبود سابقه اعتباری و همچنین به سرقت رفتن اطلاعات هویتی می‌باشد. این نشریه به صورت آنلاین توسط آژانس مصرف‌کننده مالی منتشر می‌شود. نسخه‌های کاغذی این نشریه نیز بدون پرداخت هزینه در دسترس ساکنان کانادا قرار می‌گیرد.

### نروژ
در نروژ، خدمات اعتبارسنجی توسط سه آژانس سنجش اعتبار ارائه می‌شود: Dun & Bradstreet، اکسپرین و Lindorff Decision. اعتبارسنجی بر اساس داده‌های در دسترس عموم مانند اطلاعات جمعیتی، مالیاتی، درآمدی و سوابق عدم بازپرداخت بدهی‌ها انجام می‌شود. آژانس اعتبارسنجی به فردی که اعتبارسنجی کرده‌است، یک اعلان از طریق ایمیل یا به صورت کتبی همراه با هر اطلاعاتی که در محاسبه امتیاز اعتباری استفاده شده‌است، ارسال می‌کند. علاوه بر این، بسیاری از موسسات از کارت‌های امتیازی سفارشی بر اساس هر تعداد پارامتر استفاده می‌کنند. امتیاز اعتباری عددی بین ۳۰۰ و ۹۰۰ است.

### هند
در هند چهار شرکت اعتبارسنجی دارای مجوز بانک مرکزی هند است. اداره اطلاعات اعتباری هند (CIBIL) به‌عنوان یک شرکت اعتبارسنجی از ژانویه ۲۰۰۱ شروع به فعالیت کرده‌است. پس از آن در سال ۲۰۱۰ اکسپرین، Equifax و Highmark نیز مجوزهای بانک مکزی هند را به‌عنوان شرکت‌های اعتبارسنجی دریافت کردند.
اگرچه هر چهار شرکت امتیار اعتباری افراد را توسعه داده‌اند، اما مشهورترین شرکت CIBIL است. نمره CIBIL عددی سه رقمی است که نشان‌دهنده خلاصه‌ای از تاریخچه اعتباری فرد و رتبه اعتباری وی است. این نمره در محدوده ۳۰۰ تا ۹۰۰ بوده و بهترین نمره ۹۰۰ است. افراد بدون سابقه اعتباری نمره منفی یک را دریافت می‌کنند. اگر سابقه اعتباری کمتر از شش ماه باشد نمره صفر خواهد بود. نمره‌های اعتباری ICIBL معمولاً بین ۱۸ تا ۳۶ ماه طول می‌کشد تا ساخته شوند و برای استفاده رضایت‌بخش باشد.

### ایران
اگرچه اعتبارسنجی مشتریان تا چندی قبل در ایران صرفا توسط بانک ها انجام می شد، اما با گسترش دامنه تسهیلات دهی، شرکت های مختلفی برای اعتبارسنجی مشتریان بانک ها و رتبه بندی اعتباری آنان مانند سامانه اعتبارسنجی و سامانه سام شکل گرفت. در سال ۱۳۸۶ بود که مجلس شورای اسلامی در ماده ۵ قانون تسهیل اعطای تسهیلات بانکی به دولت نهم ماموریت داد تا مقوله سنجش اعتباری مشتریان موسسات اعتباری را ساماندهی کند. این موضوع اما به عمر دولت نهم و دهم قد نداد و به تعویق افتاد. درنهایت، دولت دوازدهم در ابتدای تیرماه ۱۳۹۸ آیین نامه نظام سنجش اعتبار را تصویب کرد. بانک مرکزی هم به تازگی این آیین نامه را به نظام بانکی ابلاغ کرده و موسسه های اعتباری را در اعطای تسهیلات موظف کرده تا از شرکت اعتبارسنجی، گزارش اعتباری دریافت کنند.